# Dirk Bauermann
Dirk Bauermann (* 10. Dezember 1957 in Oberhausen) ist ein deutscher Basketballtrainer und ehemaliger -spieler.
Er ist vor allem für seine Zeit bei TSV Bayer 04 Leverkusen (1989–1998), GHP Bamberg (2001–2008) und FC Bayern München (2010–2012) bekannt, in der er zahlreiche Titel gewann. Mit der deutschen Nationalmannschaft erreichte er bei der Europameisterschaft 2005 das Endspiel, 2021 wurde er mit Tunesien Afrikameister.

## Spieler- und Trainerlaufbahn

### Anfänge
Bauermanns Vater war Mittelstandsunternehmer im Sanitär- und Heizungsgewerbe. In den Schulferien arbeitete Dirk Bauermann im väterlichen Betrieb, den später sein Bruder Ralf vom Vater übernahm.
Bauermann spielte als Jugendlicher Fußball bei Preussen Krefeld. Sein Sportlehrer brachte ihn mit dem Basketball in Verbindung. Bauermann übte diese Sportart als Spieler bis 1981 beim BBC Krefeld, der heute im SC Bayer 05 Uerdingen aufgegangen ist, aus, kam auf der Position des Aufbauspielers teils in der Regionalliga zum Einsatz, zuletzt als Spielertrainer. Eigener Aussage nach brachte Bauermann als Spieler „das Talent, den Willen und den Ehrgeiz“ mit, wurde aber von zahlreichen Verletzungen geplagt. Er studierte Englisch und Sport für das Lehramt, weilte Anfang der 1980er Jahre als Student drei Jahre lang auch an der Fresno State University im US-Bundesstaat Kalifornien. Er nahm ein Jahr als Spieler am Training von Fresnos Basketball-Hochschulmannschaft teil, kam aber nicht in Spielen zum Einsatz. Finanziert wurde sein USA-Aufenthalt teils mit Hilfe seiner Eltern und durch ein Stipendium der Rotarier.
Aufgrund anhaltender Rückenbeschwerden schlug er jedoch früh den Trainerweg ein. Er war Nachwuchstrainer beim BBC Krefeld und anschließend bei Bayer 04 Leverkusen. In Leverkusen übte er die Tätigkeit hauptamtlich aus. Als junger Trainer prägte ihn Bernd Röder, von dessen Vorträgen während der Lehrgänge zur Erlangung des A-Trainerscheins Bauermann insbesondere Grundlagen der Verteidigung und im Besonderen der Manndeckung mitnahm. Bauermann erlangte die A-Lizenz im Jahr 1986 und ging wieder an die Fresno State University. Dort wurde er Assistenztrainer und lernte eigener Aussage nach, welche Bedeutung vermeintliche Kleinigkeiten und die Verteidigung für den Erfolg haben. Des Weiteren habe er sich ohne die während seiner USA-Aufenthalte erworbenen englischen Sprachkenntnisse sowie das Kennenlernen der Mentalität amerikanischer Spieler als Trainer im Profibereich „niemals den nötigen Respekt“ verschaffen können, da er selbst nicht in der Bundesliga gespielt habe, so Bauermann später.

### Serienmeister mit Leverkusen
1988 kehrte er nach Deutschland zurück, war als Assistenztrainer von Jim Kelly bei Bayer Leverkusen tätig und erhielt vom US-Amerikaner die Verantwortung für die Verteidigungsarbeit der Mannschaft übertragen. Vor der Saison 1989/90 wurde Bauermann, der im Rahmen seines Lehramtsstudiums das erste Staatsexamen ablegte, aber zugunsten des Trainerberufs auf das Referendariat verzichtete, ins Cheftraineramt befördert, ein vorheriges Angebot des MTV Gießen lehnte er ab. Der damalige Leverkusener Geschäftsführer Otto Reintjes äußerte später, er habe „lange mit meinen Vorstandskollege gerungen, ob wir Dirk Bauermann als jungem Mann die Verantwortung als Trainer geben können. Ich hatte überlegt, ob ich ihm nicht noch einen älteren Coach wie Torry Schober an die Seite stelle, aber nach langen Gesprächen haben wir gesagt: Nein, der Dirk macht es.“ Dass Reintjes ihm diese Möglichkeit gab, dafür sei er ihm immer noch dankbar, äußerte Bauermann 2015. Es sei damals unüblich gewesen, einen deutschen Trainer einzustellen, „die Liga wurde dominiert von ausländischen“, so Bauermann, dessen dunkle Kleidung am Spielfeldrand ebenso zu seinem Markenzeichen wurde wie in sportlicher Hinsicht die Betonung der Verteidigungsarbeit seiner Mannschaften. Bauermann bezeichnete den US-Amerikaner Ed Gregory (unter anderem in den 1960er und 1970er Jahren Trainer der Fresno State University und 1988 kurzzeitig der Golden State Warriors) als seinen Mentor, dessen beide Leitsprüche („Sei immer du selbst“, „Wer wagt, gewinnt“) habe er stets beherzigt. Auch Ron Adams (später Assistenztrainer mehrerer NBA-Mannschaften und Spezialist für Verteidigungsarbeit), unter dem Bauermann während seiner Zeit in Kalifornien an der Fresno State University arbeitete, habe großen Einfluss auf seine Laufbahn gehabt, so Bauermann.
Sein Förderer Reintjes gab später preis, Bauermann habe während der gemeinsamen Leverkusener Zeit am Tag „zwei bis drei Liter“ Cola-Brause getrunken und teils in der Umkleide aus Wut Gegenstände zerstört. In der Endspielserie um die deutsche Meisterschaft 1989/90 verlor Bauermanns Leverkusener Mannschaft das erste Spiel gegen Bayreuth. Als einige Spieler auf dem Weg zum zweiten Spiel der Serie im Mannschaftsbus beim Schauen eines Films auf Video lachten, hielt Bauermann ihnen eine lautstarke Standpauke, riss die Videokassette aus dem Gerät und warf diese durch den Bus. Als große Stärke Bauermanns bezeichnete Reintjes dessen „absolute Erfolgsorientiertheit“. In seiner ersten Saison als Leverkusener Cheftrainer gelang ihm das Double (Deutsche Meisterschaft und Pokalsieg), und er wurde zum Trainer des Jahres gewählt. Auch im Folgejahr errang die von Bauermann betreute Mannschaft das Double, und wieder wurde er zum Trainer des Jahres gewählt. Die Deutsche Meisterschaft wurde auch in den nächsten fünf Jahren geholt. Den Kern von Bauermanns Leverkusener Erfolgsmannschaften bildeten stets einige der damals besten deutschen Spieler. So standen Nationalspieler wie Henning Harnisch, Michael Koch, Christian Welp, Moritz Kleine-Brockhoff, Denis Wucherer, Hansi Gnad und Stephan Baeck im Laufe von Bauermanns Amtszeit im Aufgebot der Rheinländer. Ihm gelang es darüber hinaus, immer wieder US-Amerikaner zu finden, die in der Bundesliga voll einschlugen, darunter Clinton Wheeler, Kannard Johnson, Tom Garrick, Abdul Shamsid-Deen, Tony Dawson und Chris Corchiani. Bauermann verfolgte das Ziel, Leverkusen auch in der Europaliga in die Spitze zu führen, kam mit der Mannschaft aber nicht über die Achtelfinalrunde hinaus.
Als zur WM 1994 in Toronto der Posten des deutschen Nationaltrainers unbesetzt war, übernahm Bauermann die Aufgabe, und die von ihm betreute Nationalmannschaft kam in Kanada auf den zwölften Platz. Bayer Leverkusen war danach nicht mehr bereit, Bauermanns Doppeltätigkeit in Verein und Nationalmannschaft zu tragen, Bauermann entschied sich für die Fortsetzung seiner Arbeit in Leverkusen.

### Vier Vereine in drei Jahren
Nachdem Leverkusen zwei Jahre lang keine Titel erringen konnte, verließ Bauermann den Verein und wechselte zum belgischen Verein Sunair Oostende, mit dem er gleichfalls das Halbfinale im Korać-Cup, wo es sich Estudiantes Madrid geschlagen geben musste, erreichte. Das anschließende Engagement beim damaligen griechischen Zweitligisten Apollon Patras endete bereits nach sieben Monaten. Differenzen mit der Vereinsführung waren die Gründe für eine frühzeitige Vertragsauflösung.
In der Saison 2000/2001 trainierte Bauermann den Bundesligisten Brandt Hagen. Im März 2001 trat Bauermann in Hagen von seinem Amt in Folge einer Niederlagenserie zurück. Im Herbst 2001 wechselte er zum griechischen Erstligisten Dafni Athen; die Vereinsführung beurlaubte Bauermann jedoch bereits nach vier Saisonspielen Ende Oktober 2001 trotz ausgeglichener Bilanz (zwei Siege, zwei Niederlagen).

### Amtszeit in Bamberg

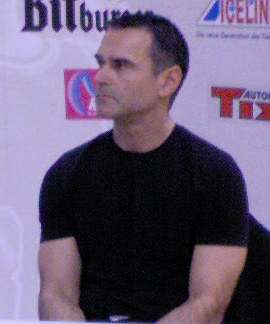
Dirk Bauermann bei einer Pressekonferenz, 2006

Ende Dezember 2001 übernahm Bauermann das Traineramt bei TSK Bamberg. Bereits in seiner zweiten Bamberger Saison als Trainer führte er die Mannschaft bis ins Finale der Basketball-Bundesliga, wo man dem Serienmeister Alba Berlin unterlag. Nach einer weiteren Vize-Meisterschaft im folgenden Jahr (Niederlage gegen Skyliners Frankfurt) gelang 2005 der Gewinn des Titels. Für Bauermann war dies bereits die achte Meisterschaft, für die Basketballhochburg Bamberg, die inzwischen als GHP Bamberg antrat, die erste. Mit der Meisterschaft 2005 lösten Bauermann und seine Mannschaft tagelange Feierlichkeiten in Bamberg aus. Auf dem Weg zum Titel hatte Bauermann in seinem Aufgebot mit großen Verletzungssorgen zu kämpfen gehabt, was unter anderem dazu führte, dass mit Derrick Taylor (damals bereits über 40 Jahre alt) ein Spieler aus dem Ruhestand zurückgeholt wurde. Zusätzlich erreichte Bauermann im Jahre 2006 mit Bamberg in der Euroleague die Runde der besten 16 Mannschaften. Dies schaffte vor dem GHP Bamberg kein anderer deutscher Basketballverein. Seinen neunten Titel als Trainer feierte er 2007 zum zweiten Mal mit den Bambergern, die jetzt Brose Baskets hießen. Nach dem frühen Ausscheiden des Vereins in den Play-offs 2008 erklärte Bauermann seinen Rücktritt und wollte sich fortan auf die Nationalmannschaft konzentrieren, die er seit 2003 in Personalunion trainierte. In Bamberg hatte er gemeinsam mit Wolfgang Heyder auch am Ausbau des Umfelds mitgewirkt, was ihm von Heyder hochangerechnet wurde. „Es gehört in Deutschland fest zum Arbeitsbereich eines Coaches, zu helfen, die Rahmenbedingungen vor Ort zu entwickeln“, wurde Bauermann im Buch 111 Gründe, Brose Bamberg zu lieben wiedergegeben. Anlässlich seines Abschieds aus Bamberg schrieb die Nachrichtenseite nordbayern.de, Bauermann sei „maßgeblich am märchenhaften Aufstieg Bambergs zur deutschen Basketball-Hochburg beteiligt“ gewesen.

### Erfolgreich als Bundestrainer

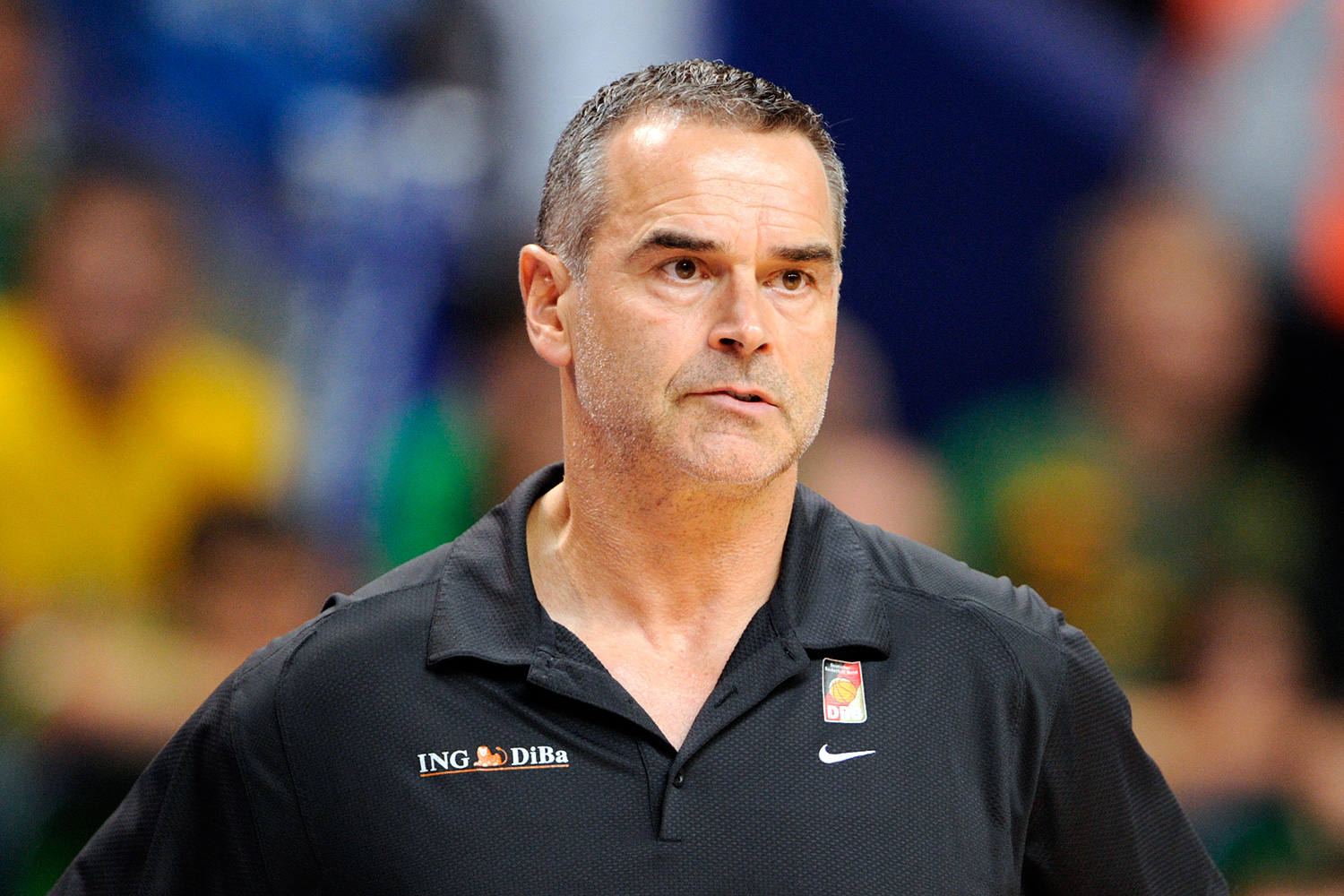
2011

Bei der Europameisterschaft 2005 in Serbien und Montenegro wurde Deutschland überraschend Zweiter und konnte erst im Endspiel von Griechenland gestoppt werden. Durch diesen Erfolg gelang die direkte Qualifikation für die Weltmeisterschaft 2006 in Japan. Bei der WM führte Bauermann die deutsche Mannschaft auf den achten Platz (Bilanz: fünf Siege, vier Niederlagen).
Durch einen dritten Platz im Qualifikationsturnier sicherte sich die deutsche Nationalmannschaft unter Bauermann 2008 die Teilnahme an den Olympischen Spielen von Peking. Dort schied die DBB-Auswahl nach einem Sieg gegen Angola sowie Niederlagen gegen Griechenland, Spanien, China und die Vereinigten Staaten in der Vorrunde aus.
Als er 2010 in seiner Tätigkeit als Bundestrainer Dirk Nowitzki in Dallas besuchte, wurde Bauermann von Donnie Nelson (Präsident der Dallas Mavericks) das Traineramt bei den Texas Legends (Ausbildungsmannschaft der Mavericks in der NBA D-League) angeboten. Bauermann lehnte ab, da ihm die Spielweise in der NBA D-League nicht zusagte und er des Weiteren lieber hauptverantwortlich in Europa arbeiten wollte, anstatt den in den USA üblichen Weg von einem Trainerposten in der NBA D-League zu einer Co-Trainerstelle in der NBA gehen wollte.

### Bundesliga-Aufstieg mit dem FC Bayern München
Neben dem Amt als Bundestrainer übernahm Bauermann ab 2010 zusätzlich das Traineramt beim Zweitligisten FC Bayern München, welches er nach dem Aufstieg in die Bundesliga 2011 ausschließlich ausübte und nach der Europameisterschaft 2011 als Bundestrainer zurücktrat. 2011/12 führte er die Bayern als Aufsteiger in das Bundesliga-Viertelfinale. Am 27. September 2012 beurlaubte der FC Bayern München Bauermann lediglich sechs Tage vor dem Beginn der Saison 2012/13. Der Verein nannte die „unterschiedlichen Auffassung über die zukünftige Entwicklung des Basketballs beim FC Bayern München“ als Grund für Bauermanns Entlassung. Von Bayern-Präsident Uli Hoeneß wurde Bauermann Realitätsverlust, Selbstherrlichkeit, falsche Trainingssteuerung und ein schlechtes Verhältnis zu Sportdirektor Marko Pesic vorgeworfen. Bauermann äußerte diesbezüglich später, die Vorwürfe seien falsch, ihn habe enttäuscht, dass es in diesen Fragen nie zu einem Vier-Augen-Gespräch mit Hoeneß gekommen sei, in dem man viel hätte ausräumen können. Auch die „starke Polemik von Hoeneß“ gegen seine Person habe ihn enttäuscht, so Bauermann.

### Weitere Stationen im Ausland
Im Januar 2013 wurde Bauermann neuer Cheftrainer der polnischen Nationalmannschaft. Er erhielt einen Vertrag bis 2014. Am 20. März 2013 wurde er als neuer Cheftrainer von Lietuvos Rytas eingestellt. Bereits im Dezember desselben Jahres wurde er jedoch aufgrund des frühen Scheiterns in der Euroleague entlassen. Am 7. Januar 2014 gab Bauermann bekannt, dass er den Vertrag als Nationaltrainer Polens nicht verlängern wolle.
Am 26. Oktober 2014 wurde Bauermann Trainer des russischen Eurocup-Teilnehmers Krasny Oktjabr Wolgograd und blieb bis April 2015. Die russische Mannschaft wurde von einem basketballbegeisterten Milliardär finanziert, der die Sportart selbst passabel ausübte und der Bauermann mehrmals bat, ihn in einem Europapokalspiel einzusetzen. Bauermann gewährte ihm schließlich im letzten (und unbedeutenden) Europapokalspiel der Saison in Zagreb einige Minuten Einsatzzeit. Im Juli 2015 nahm Bauermann das Angebot an, Cheftrainer der iranischen Nationalmannschaft zu werden. Bei der Asienmeisterschaft 2015 wurde die Mannschaft unter der Leitung des Deutschen Dritter. Im Oktober 2015 sollte er zusätzlich erneut das Amt in Wolgograd übernehmen, allerdings kam es letztlich nicht zu einer Einigung mit dem Klub. Kurz darauf, im November 2015, erhielt er vom iranischen Verband einen neuen Vertrag über vier Jahre, nachdem Bauermann im selben Monat mit dem israelischen Spitzenverein Maccabi Tel Aviv verhandelt hatte, die Maccabi-Verantwortlichen letztlich aber Žan Tabak anstatt des Deutschen verpflichteten. Im Dezember 2015 brachte Bauermann das Buch „Basketballtraining“ heraus, in dem er unter anderem über die Rolle und die Aufgaben des Trainers, Basketballtaktik, Trainingsinhalte, -planung, und -durchführung sowie Abläufe und Aufgaben vor, während und nach Spielen schrieb.

### Rückkehr in die Bundesliga
Am 31. Dezember 2016 übernahm er den Cheftrainerposten beim Bundesligisten S.Oliver Würzburg, seine Tätigkeit als iranischer Nationaltrainer beendete er. Bauermann schloss die Saison 2016/17 mit Würzburg auf dem 14. Tabellenrang ab. Ende März 2018 gab der Verein die einvernehmliche Vertragsauflösung zum Saisonende auf Wunsch Bauermanns bekannt. Bauermann verpasste mit Würzburg als Tabellenneunter in der Saison 2017/18 die Endrunde um die deutsche Meisterschaft.

### Abstecher nach China und in die Türkei
Zur Saison 2018/19 übernahm er das Cheftraineramt beim chinesischen Verein Sichuan Blue Whales. Er habe das Angebot auch aus finanziellen Gründen angenommen, sagte Bauermann im Januar 2019. Mitte Dezember 2018 schied er als Sichuans Trainer aus, blieb dem Klub aber bis Mitte Januar 2019 als Cheftrainer des Gesamtvereins, unter anderem mit Aufgaben im Jugendbereich, erhalten, ehe man sich auf die Auflösung des Arbeitsverhältnisses einigte. Die Arbeit in China sei eine Erfahrung gewesen, die er nicht habe missen wollen, so Bauermann, die aber auch „extrem schwierig, in Teilen auch hart“ gewesen sei. Er beklagte unter anderem, dass sich der Klubbesitzer in Trainerbelange eingemischt habe. „Neun Monate, die mich sicher weitergebracht haben und die total interessant waren“, lautete sein Fazit.
Am 21. Februar 2019 vermeldete der türkische Erstligist Pınar Karşıyaka Bauermanns Verpflichtung als Trainer. Im Juni 2019 wurde das Ende der Zusammenarbeit vermeldet.

### Zeit in Rostock / Afrikameister mit Tunesien
Am 6. Januar 2020 vermeldete Zweitligist Rostock Seawolves die Verpflichtung Bauermanns. Er unterschrieb einen Vertrag bis zum Ende der Saison 2019/20. Im Rahmen seiner Vorstellung in Rostock betonte Bauermann, sich auch in die Gesamtentwicklung des Vereins (Jugendarbeit, Trainerausbildung, Entwicklung einer Trainings- und Spielkonzeption) einbringen zu wollen, was er immer auch als eine seiner Stärken empfunden habe. Er unterstrich, langfristig arbeiten zu wollen, selbst wenn der geschlossene Vertrag das zunächst nicht abbilde, denn bevor es zu einer langfristigen Zusammenarbeit komme, müsse man „sicherstellen, dass die handelnden Personen menschlich und fachlich zueinander passen“, so Bauermann. Mitte Februar 2020 unterschrieb er einen Einjahresvertrag als Nationaltrainer Tunesiens, um das Amt gleichzeitig zu seiner Beschäftigung in Rostock auszuüben. Anfang April 2020 wurde Bauermanns Vertrag in Rostock auf das Spieljahr 2020/21 erweitert. Er führte die Mannschaft in der Hauptrunde 2020/21 auf den ersten Tabellenplatz, in der folgenden zweiten Gruppenphase wurde der Einzug ins Finale und damit der Bundesliga-Aufstieg verpasst. Im Mai 2021 wurde die Trennung vermeldet, Bauermann wollte sich verstärkt um seine Aufgabe als tunesischer Nationaltrainer kümmern. Im September 2021 führte er die Mannschaft zum Gewinn der Afrikameisterschaft. Im Endspiel in Kigali bezwang Bauermann mit der tunesischen Auswahl die Elfenbeinküste 78:75. Zu den Stützen seiner Mannschaft bei dem Turnier zählten Salah Mejri, Makram Ben Romdhane und der eingebürgerte US-Amerikaner Michael Roll. Ben Romdhane wurde als bester Spieler der Afrikameisterschaft ausgezeichnet. Im September 2022 beendete Bauermann seine Tätigkeit in Tunesien, um wegen eines Krankheitsfalls in der Familie nach Deutschland zurückzukehren.

### Zurück beim DBB
Seit Januar 2023 ist Bauermann beim Deutschen Basketball-Bund als Bundestrainer und Koordinator für den männlichen Nachwuchsbereich tätig.

## Erfolge als Cheftrainer
- Deutscher Meister
1990, 1991, 1992, 1993, 1994, 1995, 1996 mit TSV Bayer 04 Leverkusen
2005, 2007 mit GHP Bamberg bzw. Brose Baskets Bamberg
- Deutscher Pokalsieger
1990, 1991, 1993, 1995 mit TSV Bayer 04 Leverkusen
- Trainer des Jahres
1990, 1991 mit TSV Bayer 04 Leverkusen
2003, 2004 mit GHP Bamberg (TSK Bamberg)
- Deutsche Nationalmannschaft
1994 WM-Zwölfter
2005 EM-Zweiter
2007 EM-Fünfter
- Tunesische Nationalmannschaft
2021 Afrikameister

## Ehrungen
2009 wurde Dirk Bauermann als „Trainer des Jahres“ von Nordrhein-Westfalen mit dem „Felix“ ausgezeichnet.

## Sonstiges
Bauermann ist neben seinen Tätigkeiten im Basketball als Vortragsredner tätig. Während der Weltmeisterschaft 2023 war er Kolumnist beim Kicker.